# Чиллвейв
Чиллве́йв (англ. chillwave; иногда также упоминается как глоу-фай, англ. glo-fi) — музыкальный жанр, появившийся в середине 2000-х годов. Его звучание характеризуется интенсивным использованием звуковых эффектов, синтезаторов, семплирования, зацикливания и вокалом, сильно обработанным аудиофильтрами и наложенным на простую мелодию. Жанр сочетает в себе основные тенденции 2000-х годов, направленные в сторону ретро-музыки 1980-х и (в независимой музыке) эмбиентному звучанию, с современной поп-музыкой, представленной, в частности, такими стилями, как электропоп, постпанк-ривайвл, псих-фолк, нью-гейз и витч-хаус.

## Определение жанра

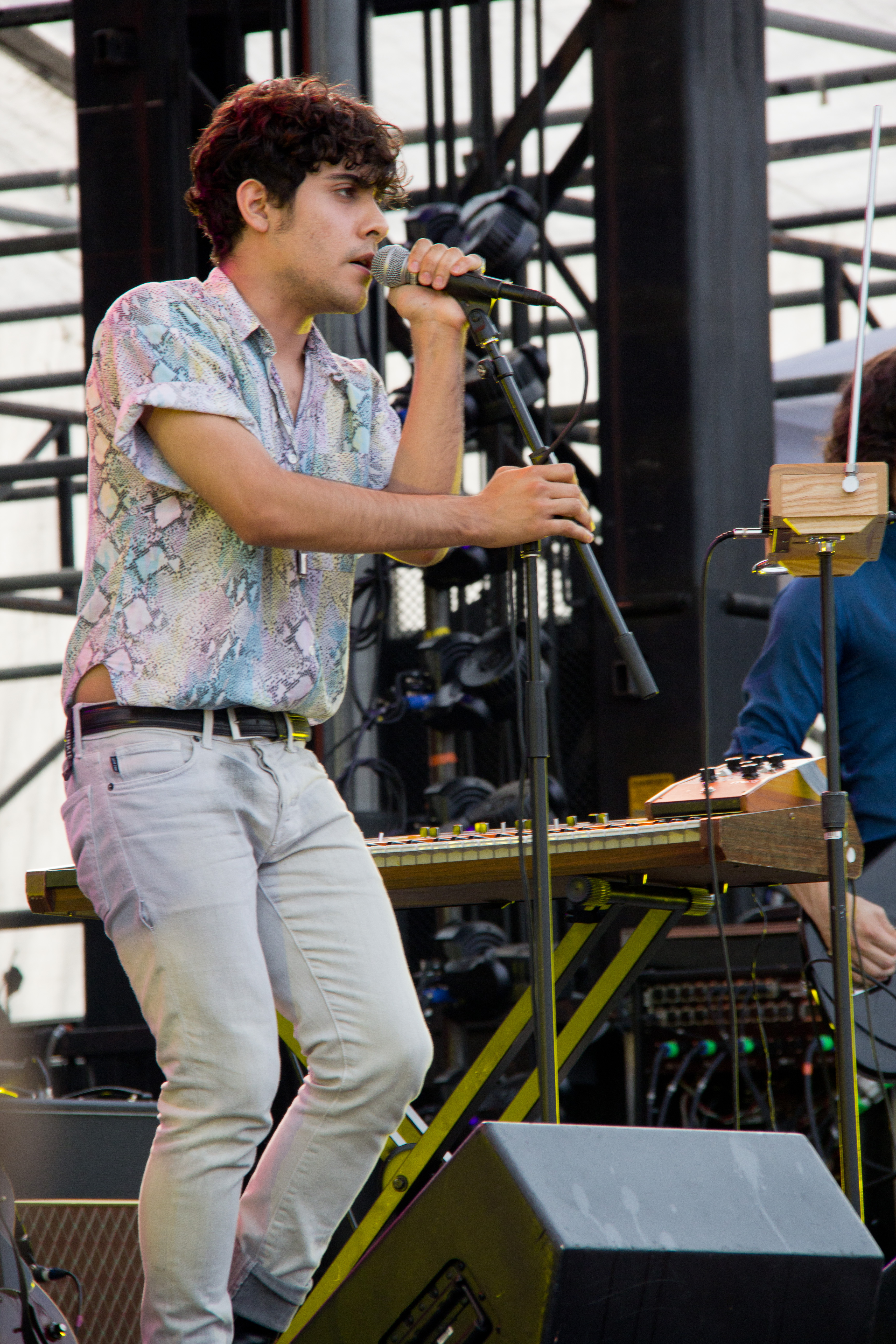
Алан Паломо

Авторство термина «чиллвейв» приписывают Карлесу, автору блога Hipster Runoff.
Джон Перлс из New York Times так описал данную музыку: «Это сольные исполнители или небольшие группы зачастую с ноутбуком в качестве основного инструмента, спекулирующие на воспоминаниях об электропопе 1980-х с помощью оживлённых, звякающих танцевальных хуков (и часто слабым ведущим вокалом). Это музыка в эпоху кризиса — дешёвая и танцевальная». Музыкальные предшественники чиллвейва многообразны и включают в себя синтипоп 1980-х годов, шугейзинг, эмбиент, конкретную музыку и различные виды этнической музыки.
Чиллвейв был упомянут в качестве яркого примера перехода от определения зарождения музыкального жанра, в частности, по конкретному географическому положению, как это делалось исторически, к тому, как связывают группы и обозначают их звучание различные интернет-издания. В Wall Street Journal приводится цитата Алана Паломо из Neon Indian: «Если когда-то музыкальное движение определялось по городу или месту, где собирались группы, то теперь это просто блогер или какой-нибудь журналист, который отыскивает по стране три-четыре случайных коллектива и связывает несколько общих черт у них, называя это каким-либо жанром». Несмотря на стилистические сходства, перечисленные выше, Паломо и другие исполнители сомневаются, на самом ли деле чиллвейв представляет собой отдельный жанр.

## Исполнители
Музыкальные обозреватели отмечают, что Panda Bear, в особенности его альбом Person Pitch 2007 года, был предвестником движения; большое влияние на него оказал психоделический фолк Ариэля Пинка. Среди наиболее заметных исполнителей и коллективов Washed Out, Neon Indian, Toro Y Moi, Memory Tapes и др.